# Terreur dans la salle
Pour plus de détails, voir Fiche technique et Distribution.
Terreur dans la salle (Terror in the Aisles)  est un film d'horreur américain réalisé par Andrew J. Kuehn, sorti en 1984.

## Synopsis
Ce film est un montage des meilleurs scènes de plus de 75 films d'horreur :
- Suspiria
- Qu'est-il arrivé à Baby Jane ?
- Les Yeux de Laura Mars
- Midnight Express
- Terreur sur la ligne
- La Nuit des masques
- Zombie
- Fog
- Hurlements
- Scanners
- La Nuit des Morts-Vivants
- Poltergeist
- Massacre à la Tronçonneuse
- Pulsions
- Sœurs de sang
- La Main au collet
- Le Tueur du Vendredi
- Marathon Man
- Rosemary's Baby
- Alien, le huitième passager
- Alien
- Furie
- La Malédiction
- Phantom of the Paradise
- L'Exorciste
- Les Oiseaux
- La Fiancée de Frankenstein
- The Thing : La Chose
- Flus
- La Féline
- Shining
- Les Dents de la mer
- Psychose : La nuit psychopathe
- A Tale of Two Cities
- The Mutations
- La Rivière de la mort
- La Maison Usher
- Philadelphia Experiment
- Les envahisseurs sont parmi nous
- Crazy Day
- Carrie au bal du diable

Etc...

## Fiche technique
- Titre : Terreur dans la salle
- Titre original : Terror in the aisles
- Titre français : Terreur dans la salle
- Titre québécois : Le temps pour la terreur
- Réalisation : Andrew J. Kuehn
- Scénario : Andrew J. Kuehn
- Budget : 10 004 817 $
- Pays d'origine : États-Unis
- Format de production : 35 mm
- Format du son : Dolby
- Genre : Horreur, fantastique, film à sketches, documentaire
- Couleur / Noir & blanc
- Durée : 84 minutes
- Dates de sortie : 1984 au cinéma - aucune sortie en DVD pour le moment
- Film interdit aux moins de 16 ans lors de sa sortie en France

## Distribution et apparitions
- Andrew J. Kuehn
- Donald Pleasence : le présentateur / Sam Loomis
- Nancy Allen : la présentatrice / Liz Blake
- Bud Abbott
- Brooke Adams
- Ana Alicia
- Alan Arkin
- Susan Backlinie
- Belinda Balaski
- Martin Balsam
- Adrienne Barbeau
- Ralph Bellamy
- Sidney Blackmer
- Nina Blackwood
- Linda Blair : Regan McNeil
- Wilford Brimley
- Marilyn Burns : Sally
- Ellen Burstyn : Chris McNeil
- Michael Caine : Dr. Robert Elliot
- John Cassavetes
- Lon Chaney, Jr.
- Lou Costello
- Charles Cioffi
- Joan Crawford : Blanche Dubois
- Richard Crenna
- Jamie Lee Curtis : Laurie Strode / Elizabeth Solley
- Keith David
- Bette Davis : Baby Jane
- Brad Davis : William Hayes
- Angie Dickinson : Kate Miller
- Faye Dunaway
- Griffin Dunne
- Shelley Duvall : Wendy Torrance
- Clint Eastwood
- Morgan Fairchild
- Mia Farrow : Rosemary Woodhouse
- William Finley
- Jane Fonda
- John Gavin : Sam Loomis (Psychose)
- Jeff Goldblum
- Elliott Gould
- Gerrit Graham
- Cary Grant
- Rosey Grier
- Charles Hallahan
- Gunnar Hansen : Leatherface
- Jessica Harper : Suzy
- Debbie Harry
- Rutger Hauer
- Wings Hauser
- Tippi Hedren : Melanie Daniels
- Dustin Hoffman : Thomas Levy
- Ian Holm
- Season Hubley (en)
- Michael Ironside
- Amy Irving
- Carol Kane
- Boris Karloff : Le monstre de Frankenstein
- Grace Kelly
- Persis Khambatta
- Margot Kidder
- Adrienne King
- Yaphet Kotto
- Elsa Lanchester
- Stephen Lack
- Martin Landau
- Piper Laurie
- Janet Leigh : Marion Crane
- Jerry Lewis
- Bela Lugosi
- Zoe Tamerlis Lund
- Dean Martin
- Kevin McCarthy
- Leo McKern
- Teri McMinn
- Vera Miles : Lila Crane
- Ray Milland
- Jason Miller : Père Damien Karras
- David Naughton
- Jack Nicholson : Jack Torrance
- Laurence Olivier
- Heather O'Rourke : Carol-Ann Feeling
- Patricia Owens
- Gregory Peck
- Anthony Perkins : Norman Bates
- Christopher Plummer
- Vincent Price
- Lee Remick
- Kurt Russell
- Roy Scheider
- P. J. Soles
- Sissy Spacek : Carrie White
- Sylvester Stallone
- Harry Dean Stanton
- Amy Steel
- Andrew Stevens
- Catherine Mary Stewart
- Donald Sutherland
- Max von Sydow : Père Lancaster Merrin
- Jessica Tandy
- Rod Taylor
- Robert Walker
- Dee Wallace
- Jessica Walter
- Sigourney Weaver : Ellen Ripley
- Jack Weston
- Billie Whitelaw
- Billy Dee Williams
- James Woods